# Fares Fares

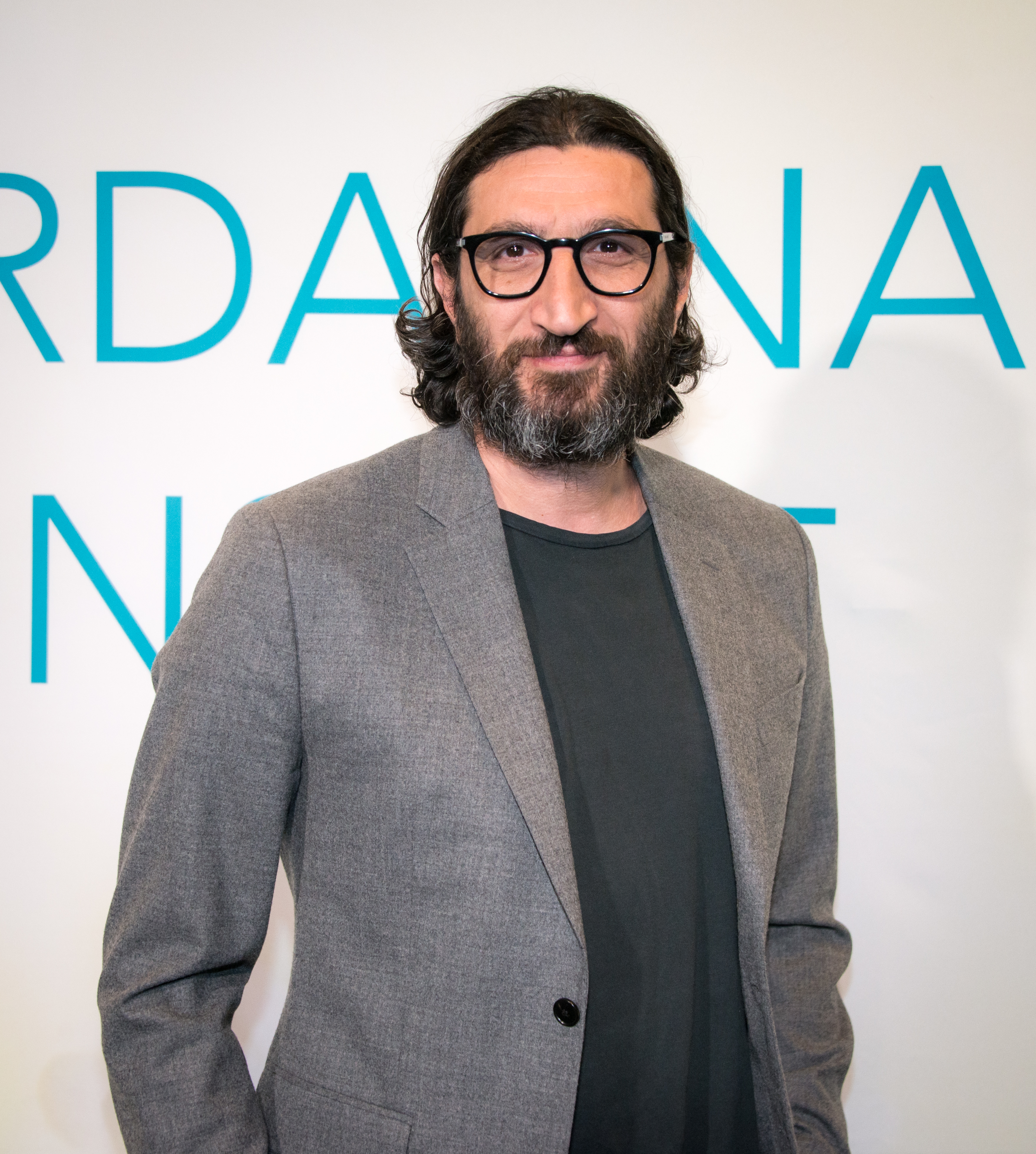
Fares Fares (2019)

Fares Fares (* 29. April 1973 in Beirut, Libanon) ist ein libanesisch-schwedischer Schauspieler assyrisch-aramäischer Abstammung.

## Leben
Fares Fares’ Familie flüchtete 1987 aus dem Libanon nach Schweden und siedelte sich in Örebro an.
Er spielte eine der Hauptrollen im Film Jalla! Jalla! Wer zu spät kommt …, bei dem sein Bruder Josef Fares die Regie führte. Diese Zusammenarbeit wurde in Kops fortgeführt. Ebenso wirkte er in einigen Theatervorstellungen mit. In dem Musikvideo zu Lykke Lis I Follow Rivers war er ebenfalls zu sehen.
Seit 2013 übernahm Fares die Rolle des Assad, des Assistenten des Kommissars Carl Mørck (dargestellt von Nikolaj Lie Kaas), in den Romanverfilmungen Erbarmen (2013), Schändung (2014), Erlösung (2016) und Verachtung (2018) des dänischen Schriftstellers Jussi Adler-Olsen. Für Schändung und Verachtung wurde Fares 2015 und 2019 jeweils mit dem dänischen Filmpreis Robert als Bester Nebendarsteller ausgezeichnet.
Eine langjährige Zusammenarbeit verbindet Fares mit Tarik Saleh. Der schwedische Filmemacher mit ägyptischen Wurzeln gab ihm Hauptrollen in seiner „Kairo-Trilogie“, die aus den arabischsprachigen Thrillern Die Nile Hilton Affäre (2017), Die Kairo Verschwörung (2022) und Eagles of the Republic (2025) besteht. Für Die Nile Hilton Affäre wurde er 2018 mit dem schwedischen Filmpreis Guldbagge als Bester Hauptdarsteller geehrt. Ebenso setzte er Fares in seinem Hollywood-Film The Contractor (2022) ein.
Darüber hinaus war Fares 2019 in der preisgekrönten HBO-Miniserie Chernobyl als Bacho zu sehen. 2024 spielte er in dem Netflix-Mehrteiler The Decameron die Rolle des Ruggiero.
Sein Vater Jan Fares ist ebenfalls als Schauspieler tätig.

## Filmografie (Auswahl)
- 2000: Före stormen
- 2000: Jalla! Jalla! Wer zu spät kommt … (Jalla! Jalla!)
- 2001: Live Life (Leva livet)
- 2003: Kops (Kopps)
- 2004: Day and Night (Dag och natt)
- 2006: Kill Your Darlings (Comedy, Drama)
- 2004: Der Fakir (Fakiren fra Bilbao)
- 2008: Ein Augenblick Freiheit
- 2008: Maria Wern, Kripo Gotland (Maria Wern, Fernsehserie, 4 Folgen)
- 2010: Easy Money – Spür die Angst (Snabba Cash)
- 2012: Safe House
- 2012: Zero Dark Thirty
- 2012: Easy Money II – Mach sie fertig (Snabba Cash II)
- 2013: Erbarmen (Kvinden i buret)
- 2014–2016: Tyrant (Fernsehserie, 16 Folgen)
- 2014: Schändung (Fasandræberne)
- 2015: Kind 44 (Child 44)
- 2016: Die Kommune (Kollektivet)
- 2016: Erlösung (Flaskepost fra P)
- 2016: Rogue One: A Star Wars Story
- 2017: Die Nile Hilton Affäre (The Nile Hilton Incident)
- 2018: Westworld (Fernsehserie, 5 Episoden)
- 2018: Verachtung (Journal 64)
- 2018: Deep State (Fernsehserie, 1 Episode)
- 2019: Chernobyl (Miniserie, 1 Episode)
- 2020: Partisan (Miniserie, 5 Episoden)
- 2021–2025: Das Rad der Zeit (The Wheel of Time, Fernsehserie)
- 2022: The Contractor
- 2022: Die Kairo Verschwörung (Boy from Heaven / Walad Min Al Janna)
- 2023: Eineinhalb Tage (En Dag och en halv)
- 2024: The Decameron
- 2025: Eagles of the Republic

## Auszeichnungen
- 2004: Chicago International Film Festival – Silberner Hugo für das beste Schauspielensemble für Day and Night (mit Mikael Persbrandt, Sam Kessel, Maria Bonnevie, Mikael Nyqvist, Lena Endre, Hans Alfredson, Pernilla August, Marie Göranzon, Tuva Novotny und Erland Josephson)
- 2005: Peñíscola Comedy Film Festival – Bester Schauspieler für Kops
- 2015: Robert – Bester Nebendarsteller für Schändung